# Retirada de Massena
A Retirada de Massena foi um episódio da Guerra Peninsular.
Durante a terceira invasão francesa de Portugal, Massena foi detido pelas Linhas de Torres Vedras. Após cinco meses a aguardar reforços que lhe permitissem ultrapassar este obstáculo, decidiu retirar, primeiro em direcção ao vale do Mondego, depois em direcção à fronteira com Espanha. A retirada de Massena teve início no dia 5 de março e terminou dois dias depois da Batalha do Sabugal (3 de abril de 1811). Durante um mês, perseguidos e perseguidores (o exército de Wellington) executaram marchas penosas, passaram grandes privações e envolveram-se em diversos combates. O objectivo desta longa manobra foi alterado por Massena mais do que uma vez e algumas atitudes de insubordinação entre os comandantes franceses levaram a que ele substituísse o Marechal Ney pelo General Loison no comando do VI CE (6.º Corpo de Exército). Por fim, a 5 de Abril, as tropas de Massena encontravam-se todas em Espanha, excepto a guarnição de Almeida - cerca de 1400 homens sob o comando do General Brenier - que só abandonou Portugal no dia 11 de março.

## Antecedentes
Em julho de 1810, um exército francês sob o comando do Marechal André Massena invadiu Portugal. O seu objectivo, como nas invasões anteriores, era Lisboa. Depois do Combate do Côa, a 24 de julho de 1810, a Divisão Ligeira sob o comando de Robert Craufurd retirou para Oeste daquele rio (Rio Côa). O cerco de Almeida que se seguiu terminou a 28 de agosto com a rendição daquela praça-forte. O exército francês retomou a sua marcha em direcção a Lisboa e, no dia 27 de setembro, travou a Batalha do Buçaco. Apesar da derrota sofrida pelos franceses, Wellington) não pôde impedir que a sua posição fosse contornada e, por isso, retirou rapidamente. A 9 de outubro, as tropas anglo-lusas começavam a entrar nas Linhas de Torres Vedras.

No dia seguinte, o exército francês começou a chagar à frente deste formidável sistema defensivo. Após alguns combates e vários reconhecimentos, Massena concluiu que não dispunha de recursos suficientes para ultrapassar este obstáculo. Também pôde constactar que a sua linha de comunicações com Ciudad Rodrigo tinha sido cortada pelas tropas sob o comando de Nicholas Trant e de Sir Robert Thomas Wilson e pela guarnição de Abrantes sob o comando do Coronel Lobo. Não tinham apenas cortado a linha de comunicações mas também causavam as maiores dificuldades aos grupos de militares que se afastavam para procurar géneros alimentares. Mais a Norte, o Brigadeiro Silveira punha cerco à praça de Almeida.

O isolamento de Massena era de tal forma que o próprio Napoleão só tinha notícias das suas tropas em Portugal através dos jornais britânicos que lhe chegavam às mãos. Os emissários enviados por Massena não conseguiam passar o bloqueio que que estava montado por ordenanças e milícias. Por fim, Massena conseguiu que o General Foy, com uma escolta de 500 Dragões, conseguisse chegar a  Almeida e daí até França. Chegou a Paris a 21 de novembro e só conseguiu regressar no princípio de Fevereiro com instruções de Napoleão datadas de 22 de dezembro. Segundo essas instruções, Massena deveria manter as suas posições frente às Linhas de Torres Vedras e aguardar pelo auxílio de Soult através do Alentejo. Soult era então o comandante do Exército da Andaluzia e, quando Foy regressou, encontrava-se empenhado no Primeiro Cerco de Badajoz.

Em novembro de 1810 Massena tinha mudado a sua posição perante as Linhas de Torres. Entre o dia 10 e o dia 15, recorrendo a medidas de decepção (chegaram a colocar nas posições bonecos de palha com uniformes militares para iludir os que vigiavam as suas posições), conseguiram retirar para outra região surpreendendo os seus inimigos. Perante este facto, Wellington fez avançar a 2ª Divisão de Infantaria para Vila Franca e a Divisão Ligeira para Alenquer. Estas tropas descobriram que Massena estava a deslocar as suas unidades para Santarém e Rio Maior. Pelo caminho ficavam […] destroços de viaturas abandonadas, material de guerra de toda a espécie; cadáveres de animais e homens insepultos … soldados moribundos … povoações desertas … agora as suas casas sem portas nem janelas porque todas tinham servido para alimentar as fogueiras … igrejas desmanteladas e com os pavimentos cobertos de excrementos de cavalos […]. Este foi o primeiro movimento de retirada de Massena e o espectáculo desolador que os Aliados encontraram foi o primeiro exemplo do rasto de destruição que as tropas francesas iriam deixar no seu percurso em Portugal.

As posições escolhidas por Massena eram fortes e permitiam-lhe resistir mais facilmente a um hipotético ataque de Wellington. Para além disso, a região não se encontrava tão devastada como a anterior e, tendo conseguido lançar pontes sobre o Rio Zêzere, em Constança e Barca de Cortes, conseguiu uma linha de comunicações com Espanha. As novas posições eram, portanto, mais adequadas para aguardar socorros. Distribuiu as suas unidades da seguinte forma: o II CE (Reynier) ficou em Azinhaga e Golegã, o VIII CE (Junot) foi posicionado à direita do II CE, até à região de Rio Maior, e o VI CE ficou mais à retaguarda, na região de Tomar. A cavalaria montava o sistema de segurança à volta deste dispositivo.

Massena esperava os reforços que, pensava, lhe permitiriam retomar a ofensiva e ultrapassar o sistema defensivo das Linhas de Torres. Finalmente, no dia 26 de Dezembro, foi avistada a guarda avançada do IX CE, sob o comando do General Jean-Baptiste Drouet, conde de Erlon. Drouet estava a agir segundo ordens rigorosas de Napoleão para abrir as comunicações com Massena. Deixou a Divisão de Claparéde entre Celorico e Trancoso para manter o contacto com Almeida e seguiu, com a Divisão de Conroux e um destacamento que tinha trazido de Ciudad Rodrigo, para a região de Leiria onde chegaram nos primeiros dias de Janeiro de 1811. A partir desta data e durante cinco semanas, as tropas de Trant e Wilson iriam impedir a utilização da sua linha de comunicações.

Com a vinda de Drouet a situação de Massena não melhorou. As comunicações continuaram cortadas, havia mais tropas para alimentar e os reforços não eram suficientes para retomar a ofensiva. Escasseavam as forragens para os cavalos e os víveres para as tropas . Todo o território era revistado com a finalidade de encontrar meios de subsistência. Nestas operações, os camponeses provocavam muitas mortes entre as tropas francesas. As represálias, quando surgia a oportunidade, eram cruéis. As doenças também provocavam numerosas baixas e o exército enfraquecia dia a dia. Não chegou o auxílio de Soult mas chegaram notícias do desembarque, em Lisboa, de mais soldados britânicos. Massena decidiu que não podia continuar naquela situação e devia retirar.

## Ordens de batalha

### Os Franceses
O exército de Massena dispunha de quatro Corpos de Exército (CE), Reserva de Cavalaria, Reserva de Artilharia, um pequeno corpo de Gendarmerie e dos normais elementos de Engenharia, Estado-Maior e Serviços. Ao todo eram 46.787 homens a 1 de Janeiro de 1811. Para além destes, estavam destacados 2.854 em Ciudad Rodrigo e Almeida e 6.210 homens tinham sido deixados em Salamanca e outros pontos do percurso até Portugal. A estes números há que acrescentar os do IX CE que chegou mais tarde. As suas unidades de manobra (Infantaria e Cavalaria) eram:

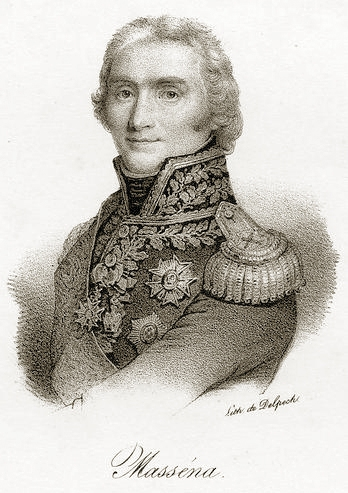
Massena, comandante do exército francês que invadiu Portugal em 1810.

- II CE, sob o comando do General Jean Louis Ebénézer Reynier, encontrava-se na região de Santarém, dispunha de um efectivo de 12.581 homens e era constituído por:

1ª Divisão de Infantaria, sob o comando do General de Divisão Pierre Hugues Victoire Merle;

2ª Divisão de Infantaria, sob o comando do General de Divisão Étienne Heudelet de Bierre;

Brigada de Cavalaria, sob o comando do General de Brigada Pierre Benoît Soult.

- VI CE, sob o comando do Marechal Michel Ney, encontrava-se na região de Tomar, dispunha de um efectivo de 18.326 homens e era constituído por:

1ª Divisão de Infantaria, sob o comando do General de Divisão Jean-Gabriel Marchand;

2ª Divisão de Infantaria, sob o comando do General de Divisão Julien Auguste Joseph Mermet;

3ª Divisão de Infantaria, sob o comando do General de Divisão Louis Henri Loison;

Brigada de Cavalaria, sob o comando do General de Brigada Auguste Étienne Marie Lamotte.

- VIII CE, sob o comando do General Jean-Andoche Junot, encontrava-se na região de Torres Novas, dispunha de um efectivo de 11.160 homens e era constituído por:

1ª Divisão de Infantaria, sob o comando do General de Divisão Bertrand Clausel;

2ª Divisão de Infantaria, sob o comando do General de Divisão Jean-Baptiste Solignac;

Brigada de Cavalaria;

- IX CE, sob comando do General Jean-Baptiste Drouet, tinha um efectivo de 17.889 homens. Este CE era um conjunto de vinte e quatro batalhões recém criados, pertencentes a regimentos que já tinham outros batalhões a actuar na Península Ibérica. Quando se dirigiu para Portugal, Drouet tinha como objectivo entregar estes batalhões aos regimentos a que pertenciam e que se encontravam nos CE de Reynier, Ney e Junot. Onze batalhões pertenciam a regimentos do exército de Soult, na Andaluzia. Estes batalhões encontravam-se organizados em duas divisões provisórias, com base em regiões diferentes:

1ª Divisão de Infantaria, sob o comando do General de Divisão Michel Marie Claparède, encontrava-se na região da Guarda;

2ª Divisão de Infantaria, sob o comando do General de Divisão Nicolas François Conroux, encontrava-se na região de Leiria;

Brigada de Cavalaria, sob o comando do General de Brigada François Louis Fournier Sarlovèze.

- Reserva de Cavalaria, sob o comando do General de Divisão Louis-Pierre de Montbrun, com um efectivo 2.869 sabres.

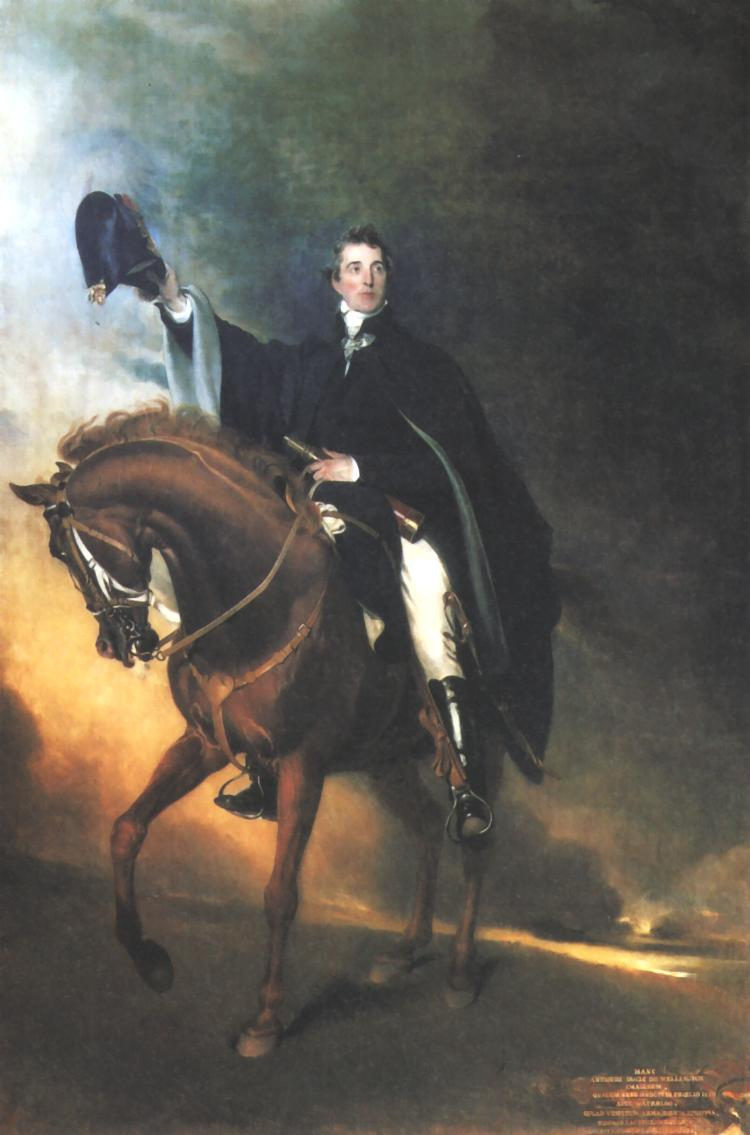
Wellington, comandante do exército anglo-luso durante a Guerra Peninsular.

### Os Aliados
A força que Wellington utilizou para a perseguição do exército francês tinha um efectivo de 46.330 homens dos quais 14.250 eram portugueses. Wellington dispunha de mais homens mas estava já em fase de formação o corpo de tropas muitas vezes referido como Exército da Estremadura. Assim, as unidades de manobra presentes eram:

- 1ª Divisão, com um efectivo de 8.100 homens (todos britânicos), sob o comando do Tenente-General Sir Brent Spencer;
- 3ª Divisão, com um efectivo de 6.050 homens (4.500 britânicos, 1.550 portugueses), sob o comando do Major-General Sir Thomas Picton;
- 4ª Divisão, com um efectivo de 6.900 homens (4.800 britânicos, 2.100 portugueses), sob o comando do Tenente-General Sir Galbraith Lowry Cole;
- 5ª Divisão, com um efectivo de 5.600 homens (3.800 britânicos, 1.800 portugueses), sob o comando do Major-General Dunlop;[9]
- 6ª Divisão, com um afectivo de 6.150 homens (3.850 britânicos, 2.300 portugueses), sob o comando do Major-General Alexander Campbell;
- Divisão Ligeira, com um efectivo de 4.300 homens (3.400 britânicos, 900 portugueses), sob o comando do Major-General Sir William Erskine;
- 1ª Brigada Independente Portuguesa, com um efectivo de 2.100 homens (todos portugueses), sob o comando do Brigadeiro Dennis Pack;
- 5ª Brigada Independente Portuguesa, com um efectivo de 2.500 homens (todos portugueses), sob o comando do Coronel Charles Ashworth;
- Corpo de cavalaria com um efectivo total de 2.930 sabres (2.430 britânicos, 500 portugueses);

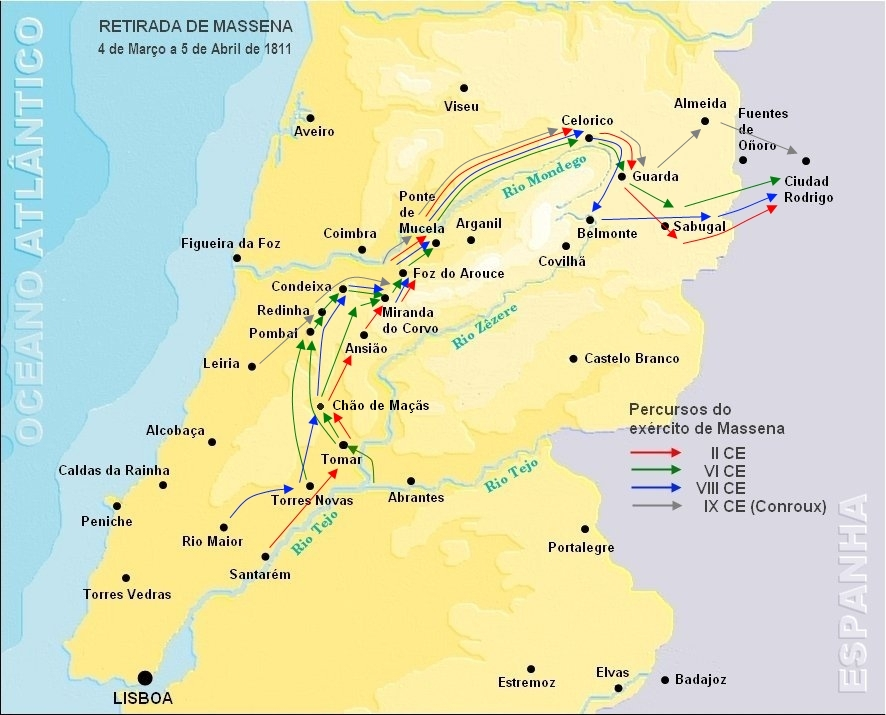
Percurso da retirada do "L'Armée de Portugal" em 1811.

## A retirada
A retirada do exército de Massena do território português teve início no dia 4 de Março de 1811 e terminou no dia 5 de Abril, dois dias depois da Batalha do Sabugal. O percurso seguido nesta retirada resulta, entre outros factores, da alteração do objectivo inicial definido por Massena. Houve dois momentos em que essas alterações foram decididas e assim, para melhor compreensão dos acontecimentos, convém dividir esta sucessão de acontecimentos em várias etapas.

### A preparação da retirada
A primeira decisão de Massena foi retirar até ao vale do Mondego com a finalidade de ocupar Coimbra e estabelecer acampamentos na margem norte daquele rio. Aí, ele esperava poder alimentar as suas tropas por mais de um mês. O IX CE poderia manter a linha de comunicações com Almeida e Ciudad Rodrigo e, dessa forma, poderia receber os abastecimentos e os reforços necessários para retomar a ofensiva. Esta decisão tinha sido tomada no dia 19 de Fevereiro, numa reunião na Golegã com os seus generais e, desde então, tiveram início os preparativos para a retirada. Tratava-se de uma operação que envolvia sérios riscos porque, assim que Wellington se apercebesse dessa manobra, tomaria uma atitude defensiva e um exército em retirada está nas piores condições possíveis para se defender.

Nos últimos dias de Fevereiro, as divisões receberam ordens para enviarem para a retaguarda os seus trens e as bagagens mais pesadas. As baterias de artilharia foram reorganizadas de acordo com os homens e os cavalos disponíveis. Havia uma grande falta de animais, tanto dos que puxavam os carros como os que guarneciam a artilharia e a cavalaria que, desde Novembro tinham perdido 5.088 cavalos. Foram reunidos abastecimentos para alimentar as tropas, com a ordem de só serem utilizados quando começasse a retirada. As unidades que não cumpriram esta ordem iniciaram a marcha com víveres para poucos dias.

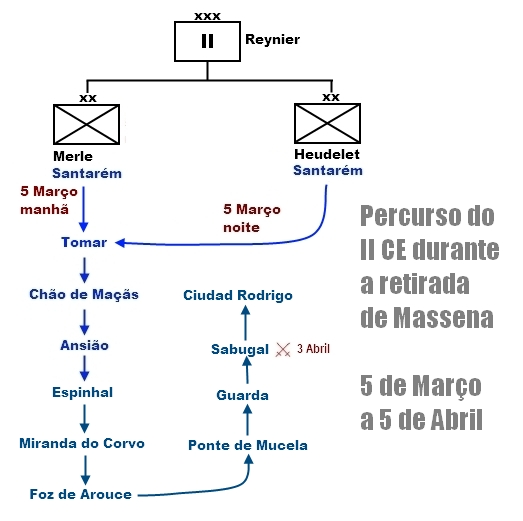
Percurso do II CE durante a retirada do "L'Armée de Portugal" em 1811.

Os problemas logísticos condicionaram fortemente as decisões de Massena. O seu exército dispunha de mantimentos para chegar ao vale do Mondego. Se não conseguisse obter mais alimentos nessa região teria que retirar rapidamente para a fronteira. Por outro lado, enquanto não recebesse auxílio de Espanha, não teria munições suficientes para aguentar mais que uma batalha e, desta forma, deveria evitar uma acção decisiva contra Wellington iria avançar com tropas frescas, bem equipadas e bem municiadas. Para conseguir isto, teria de ganhar terreno aos Aliados, isto é, teria de iniciar a retirada sem que estes se apercebessem e teria de andar depressa.

No dia 3 de Março foram distribuídas as ordens para a retirada. No dia seguinte Ney marchou para Leiria com a sua 1ª Divisão (Marchand) e alguma cavalaria. Juntamente com a Divisão de Conroux (do IX CE) que já ali se encontrava constituiu a guarda de retaguarda. As outras divisões receberam ordem para iniciarem a marcha no dia 5 mas algumas unidades foram deixadas nas posições que ocupavam até aí para exercerem vigilância sobre os movimentos do inimigo e para manterem a fisionomia da frente.
Enquanto Massena preparava a sua retirada, Wellington preparava um ataque às posições francesas. O ataque só não foi lançado antes de Massena iniciar a retirada porque estavam atrasados os reforços britânicos que eram esperados em Lisboa. No entanto, foram efectuados reconhecimentos que detectaram alguns movimentos fora do normal por parte dos franceses. Como a frente manteve a sua fisionomia, não foi considerada a possibilidade de estar a ser executada uma retirada. Wellington foi, portanto, surpreendido com estes acontecimentos. A retirada só foi confirmada pelas suas tropas no dia 6 de Março. A perseguição foi iniciada de imediato.

### A retirada até ao vale do Mondego
No dia 7 de Março, o exército francês estava concentrado na região de Tomar, excepto o VI CE (Ney) que, juntamente com a Divisão de Conroux, se encontrava em Leiria. Os reconhecimentos efectuados pela cavalaria britânica permitiram concluir que Massena se dirigia para Coimbra e que seguiam pelas estradas de Leiria e Pombal e pela de Chão de Maçãs e Ansião. Esta estrada, mais para Este, era muito má e iria certamente provocar demoras na retirada.

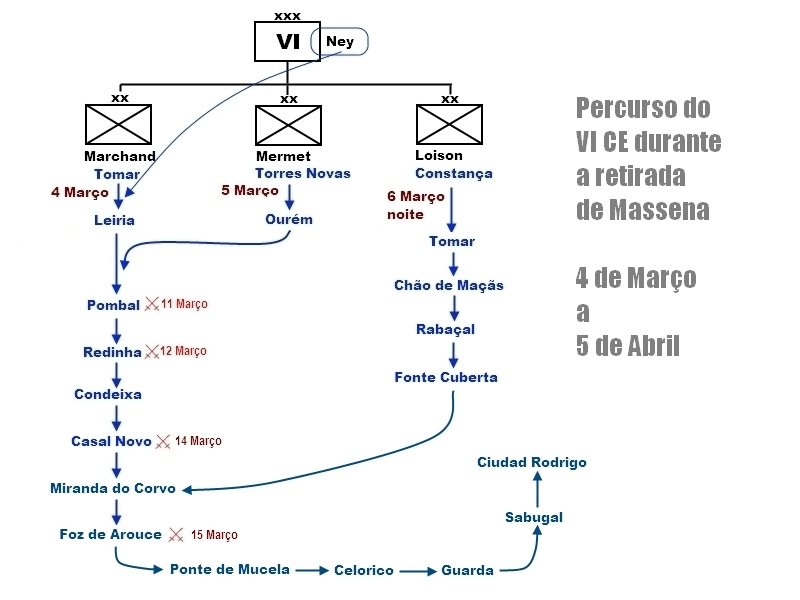
Percurso do VI CE durante a retirada do "L'Armée de Portugal" em 1811.

Wellington apercebeu-se que as unidades franceses paravam o mínimo possível na sua retirada. Isto significava que não tinham intenções de enfrentar os Aliados. Perante os acontecimentos em Badajoz - ver o artigo sobre o Primeiro Cerco de Badajoz (1811) – enviou ordens a Beresford para  marchar com algumas unidades com o objectivo de libertar aquela praça.

No dia 9 de Março, ficou claro que Massena tencionava utilizar três vias de comunicação que ligavam o vale do Tejo ao vale do Mondego. O II CE seguiu a Este, por Cabaços e Espinhal, uma estrada de montanha que ia encontrar o Mondego perto de Ponte de Mucela, a montante de Coimbra. O VIII CE seguiu a estrada de Chão de Maçãs que se juntava à estrada Lisboa – Coimbra em Pombal. A Divisão de Loison (VI CE), que tinha ficado em Constância no início da retirada, juntou-se ao VIII CE em Chão de Maçãs. O VI CE, com as suas Divisões de Marchand e Mermet, manteve-se em Leiria até ao dia 9 e seguiu na retaguarda da coluna que retirava pela estrada Leiria – Coimbra. À sua frente marchava Drouet com a Divisão Conroux em escolta do principal trem do exército. A Reserva de Cavalaria encontrava-se toda com o VI CE. Reynier estava separado das restantes forças por uma cadeia montanhosa mas os VI e VIII CE iriam reunir-se em Pombal a 10 ou 11 de Março. Reynier apenas podia juntar-se a eles, alguns dias mais tarde, perto do Mondego.

O movimento original de Reynier, Junot e Loison em direcção a Tomar obrigou Wellington a dispersar as suas tropas mais para Este do que seria desejável pois apenas Reynier se manteve nessa rota. Inicialmente só a Divisão Ligeira a Brigada Portuguesa de Pack e a brigada de Cavalaria de Arentschildt seguiram Ney e, assim, formavam o único corpo de tropas disponível para a perseguição de uma força que era agora reconhecida como sendo o maior corpo de tropas do inimigo. As 1ª, 4ª e 6ª Divisões e os Dragões Pesados de De Grey encontravam-se em Tomar. A 3ª Divisão encontrava-se em Porto-de-Mós, na estrada Santarém – Leiria. A 5ª Divisão e a Brigada Portuguesa Independente de Ashworth encontravam-se em Alcanhede. Era necessário um dia inteiro para a 3ª Divisão se juntar à vanguarda e dois dias para as restantes forças chegarem igualmente à frente. Assim, só no dia 11 estariam reunidas as unidades suficientes para atacar o inimigo. Desta forma, Wellington enviou ordens às 3ª e 5ª Divisões para marcharem em direcção a Leiria e as restantes forças em Tomar deveriam seguir para Chão de Maçãs e unirem-se à outra coluna, no dia 11, perto de Pombal. Apenas a brigada de Nightingale da 1ª Divisão foi destacada com um esquadrão de Dragões para seguir Reynier. 

A Divisão Ligeira com a Brigada Portuguesa de Pack e a cavalaria de Arentschildt, agora unidas sob o comando temporário de Sir William Erskine (Craufurd encontrava-se na Grã-Bretanha) mantinha-se perto das tropas de Ney e no dia 10 encontrava-se em Venda Nova, perto de Pombal. Nesta última povoação encontrava-se o VI CE, agora sem os dragões de Montbrun que marcharam em reconhecimento da estrada até à ponte de Coimbra. Na manhã do dia 11 dá-se o primeiro combate digno de nota nestas operações de retirada e perseguição. O Combate de Pombal foi uma acção retardadora bem executada, sob o comando do Marechal Ney. As forças Aliadas conseguiram avançar e as forças francesas foram obrigadas a retirar mas o objectivo foi cumprido: Ney ganhou tempo que permitia as restantes forças distanciarem-se mais no seu movimento de retirada. Uma manobra idêntica foi conseguida no Combate da Redinha, no dia 13. Estes dois combates demoraram Wellington na sua marcha de perseguição. Em vinte e quatro horas apenas tinham avançado 16 Km.

No dia 10 de março, Montbrun encontrou a ponte de Coimbra com dois arcos destruídos. Na margem Norte, as milícias do Tenente-Coronel Trant estavam dispostas a dificultar a passagem dos franceses. As chuvas fortes que tinham caído na véspera tornaram o caudal do rio mais alto e mais forte e não foi possível localizar os vaus por onde poderiam ter tentado a travessia. Registaram-se duelos de artilharia entre uma margem e outra. Um batalhão de infantaria do VIII CE tentou atravessar o rio mas foi repelido.

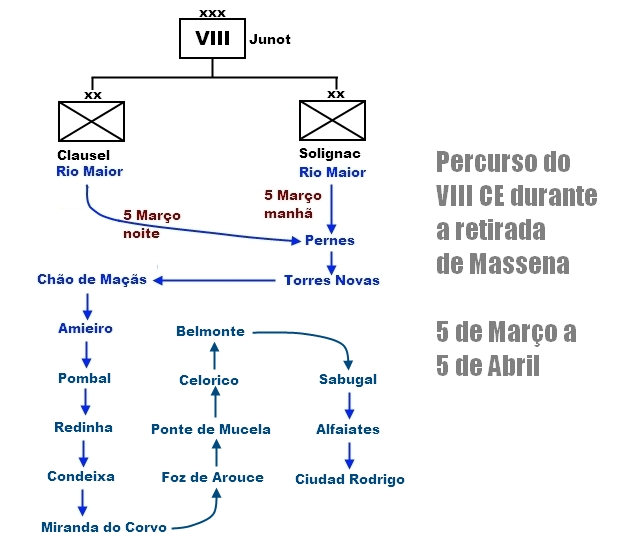
Percurso do VIII CE durante a retirada do "L'Armée de Portugal" em 1811.

Após o Combate da Redinha, Ney retirou para a posição de Condeixa onde a estrada Leiria – Coimbra cruza com outra estrada que conduz a Ponte de Mucela e à fronteira espanhola. Apesar de Ney ter ganho tempo nos combates anteriores, Massena tinha perdido a oportunidade se estabelecer no vale do Mondego. Enfrentar Wellington estava fora de questão pois pensava ter (o que não era verdade) efectivos inferiores aos dos Aliados, o moral do seu exército estava muito em baixo, os seus subordinados, especialmente Ney, estavam determinados a abandonar Portugal e o nível de munições estava perigosamente em baixo. No meio de uma população desejosa de se vingar  dos sacrifícios sofridos, não lhe restava outra alternativa além de retirar pela margem sul do Mondego em direcção a Almeida.

### O percurso para Celorico
Na manhã do 13 de Março, o VIII CE iniciou a marcha ao longo da estrada que conduzia a Miranda do Corvo, Ponte de Mucela e daí para a margem norte do Mondego. A Divisão de Loison, que se encontrava em Rabaçal, garantiu a protecção do seu flanco direito. Ney permaneceu em Condeixa com as divisões de Marchand e de Mermet com a finalidade de, mais uma vez, retardar o avanço dos Aliados. O II CE ainda não se tinha reunido às restantes forças.

Quando as tropas de Wellington abordaram a posição de Condeixa, fizeram-no de forma idêntica ao que tinha sucedido nos combates anteriores. Como Ney tinha de retirar, não para a retaguarda mas para a sua esquerda (na direcção da fronteira) por forma a seguir o VIII CE, antes que as suas forças fossem envolvidas e ficasse isolado do resto do exército, deitou fogo a Condeixa e marchou em direcção a Casal Novo, a cerca de 8 Km a Este. Esta retirada apressada causou problemas pois permitiu o avanço mais rápido da cavalaria britânica. Massena foi surpreendido em Fonte Coberta e teve de fugir. Montbrun, que se encontrava frente a Coimbra, correu o risco de ter a sua retirada cortada se as tropas de Wellington avançassem rapidamente de Condeixa para a ponte de Coimbra. Foi obrigado a retirar por um mau caminho, em direcção a Miranda do Corvo, pelo que teve de destruir muitos dos seus carros. Durante a retirada foi perseguido pela cavalaria aliada que conseguiu aprisionar alguns dos seus homens.

No dia 14 de Março, a vanguarda do exército de Wellington, formada pela Divisão Ligeira, a Brigada Independente Portuguesa de Pack e a cavalaria de Arentschildt, sob o comando de Erskine, marchou direito ao inimigo e travou o Combate de Casal Novo. Ney conseguiu, mais uma vez, retardar o avanço das tropas anglo-lusas. Antes de ser obrigado a empenhar-se num combate mais intenso, recuou quase 10 Km em direcção a Miranda do Corvo, nas margens do Rio Eça, onde o VIII CE e a cavalaria de Montbrun esperavam por ele. Os perseguidores, cansados pelo rápido avanço durante cerca de doze horas e pelos combates travados, pararam frente às forças francesas. Nessa mesma tarde, Reynier juntou-se ao resto da coluna. Agora, todo o exército de Massena, excepto o IX CE, estava concentrado formando um corpo de 44.000 homens.

Daqui para a frente Massena tinha um terreno difícil a percorrer e, por isso, decidiu aligeirar o seu exército tanto quanto possível. Na noite do dia 14 houve uma destruição geral de todos os veículos que não eram essenciais. Os doentes e feridos tiveram dificuldade em prosseguir e, assim, muitos foram abandonados. Os animais que não eram necessários foram inutilizados (não os mataram mas cortaram-lhes os tendões das pernas). A povoação de Miranda do Corvo foi incendiada por forma a atrasar o avanço dos aliados que, para acederem à ponte, tinham de atravessar as suas ruas estreitas. Seguiu-se uma marcha violenta, de noite, durante 16 Km a subir. Antes do meio dia atingiram a descida para a povoação de Foz de Arouce, no vale do Ceira.

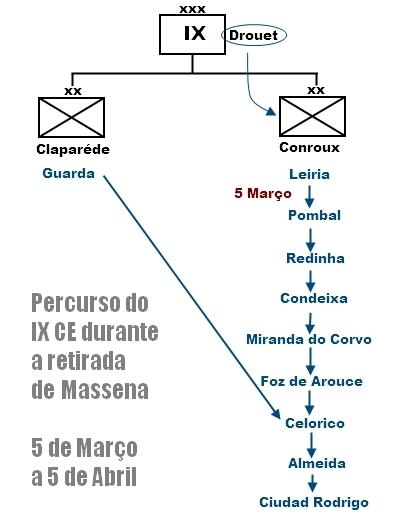
Percurso do IX CE durante a retirada do "L'Armée de Portugal" em 1811.

No dia 15 de Março, os II e VIII CE atravessaram o rio e acamparam. Contra as ordens de Massena, Ney decidiu manter algumas unidades na margem sul. Wellington não perdeu esta oportunidade e atacou apesar de já lhe restarem poucas horas de luz. O Combate de Foz de Arouce obrigou Ney a atravessar para a margem norte do Ceira com pesadas baixas. Depois de todas as tropas francesas estarem do outro lado do rio, a ponte, já antes danificada, foi destruída. No dia seguinte ao amanhecer, o exército de Massena estava em marcha em direcção a Ponte de Mucela onde iriam atravessar o rio Alva. Encontrava-se ali a Drouet com a Divisão Conroux. A ponte tinha sido destruída pelas Milícias de Wilson e demoraram todo o dia a repará-la. Para trás, ficou a Divisão de Marchand para dar cobertura à travessia do rio.

Wellington não tencionava apressar a perseguição. No dia 16 estavam esgotados os abastecimentos e, assim, era preciso esperar que chegassem de Lisboa ou de Coimbra quando este depósito estivesse a funcionar. O comissariado português funcionava mal e as provisões das tropas portuguesas acabaram antes das provisões britânicas. Quando parou em Lousã, Wellington enviou a 4ª Divisão e os Dragões Pesados de Grey para Beresford que se encontrava a caminho de Badajoz.  Ficou com cerca de 38.000 homens, uma força inferior à de Massena. A 7ª Divisão, recém chegada a Lisboa, ainda se encontrava em Santarém e só se juntaria às restantes forças no final de Março.

Os Corpos de Exército franceses atravessaram o rio Alva em Ponte de Mucela, no dia 17 de Março, e ocuparam posições defensivas. Do outro lado do rio ficaram tropas de Montbrun para vigiar o curso do Alva até à sua confluência com o Mondego e uma parte da cavalaria do VIII CE ficou a controlar os vaus para lá de Arganil. A aproximação dos Aliados levou Massena a abandonar rapidamente os seus acampamentos e a prosseguir a retirada. Ney permaneceu em Ponte de Mucela  para manter a posse daquela passagem tanto tempo quanto possível. No dia 18 de manhã houve troca de tiros entre as tropas da Divisão Ligeira e de Ney. Sabendo que os Aliados estavam a atravessar o rio num vau, em Pombeiro, Ney retirou para não ficar isolado. Na noite de 18 para 19, para se afastar o mais possível dos perseguidores, o exército francês percorreu mais de 30 Km numa única etapa em estrada montanhosa. Muitos ficaram para trás. No dia 19, de acordo com os despachos de Wellington, foram capturados cerca de 600 franceses.

Na manhã do dia 20 todo o exército de Wellington tinha atravessado o Alva mas como tinha recebido poucos abastecimentos, as 1ª e 5ª Divisões e as brigadas portuguesas pararam na Moita durante 5 dias até à chegada do primeiro trem de provisões vindo de Coimbra. Entretanto Massena dividiu o seu exército em duas colunas para poderem mais facilmente encontrarem comida já que agora se encontravam numa região mais fértil e menos devastada. Esta procura de comida originou frequentes combates com as Milícias e Ordenanças que actuavam na região. A 21, o VIII CE chegou a Celorico onde se encontrava Drouet com a Divisão de Conroux. O VI CE chegou a Carapinhal e Cortiça. O II CE tinha seguido para Vilamonte. No dia seguinte, o II CE encontrava-se na Guarda, onde encontrou a Divisão de Claparéde do IX CE, e os outros dois CE concentraram-se em Celorico. Entre os perseguidores e a retaguarda francesa tinha sido criada uma distância de 25 Km o que dava alguma folga a Massena. Estavam a três marchas de Almeida e quatro de Ciudad Rodrigo, por uma boa estrada.

### Nova tentativa de alterar o curso da retirada; acções de insubordinação
Massena não queria ser empurrado para a fronteira espanhola. Porque queria “salvar a face” ou porque simplesmente entendia que devia fazer tudo para cumprir as ordens de Napoleão, no dia 22 de Março à tarde, Massena distribuiu novas ordens que contradiziam as que tinham sido distribuídas nos últimos dias. Era sua intenção seguir para Sudeste, para a linha do Tejo em Espanha, com o objectivo de ocupar posições na região de Coria e Placência, a partir de onde voltaria a ameaçar Portugal numa nova frente. Isto significava  marchar em terreno montanhoso, por Belmonte, Penamacor e através da Sierra de Meras para o fracamente povoado planalto do Norte da Estremadura Espanhola. Foram dadas justificações que se baseavam na ligação com o V CE na estremadura, o Exército do Centro e o centro das operações em Madrid. Esperavam, dessa forma, obter os meios para invadir novamente Portugal. A verdade é que o exército, cansado, desmoralizado, com os fardamentos e equipamentos arruinados, com falta de munições e quase sem comida, iria dirigir-se para uma das regiões mais despovoadas e desoladas de Espanha, onde não existiam apoios de qualquer espécie e o caminho a seguir era dos mais difíceis.

Reynier e Ney já conheciam aquela região. Os generais de Massena criticavam-no abertamente. Aliás, desde que a retirada tinha sido iniciada, Ney tinha mostrado o desacordo relativo às suas ordens e agora dizia abertamente que a única atitude correcta a tomar era dirigirem-se rapidamente para Espanha e que tentar ocupar posições ao longo do Mondego ou do Alva tinha sido um absurdo.  Mas Massena manteve a sua decisão e enviou ordens para o II CE marchar da Guarda para Sul e os VI e VIII CE para se prepararem para o seguirem. Ainda nesse dia 22, Ney fez chegar a Massena três cartas em que começou por levantar objecções ao planeamento feito até à recusa formal em cumprir aquelas ordens e declarava ainda que iria marchar com o VI CE para Almeida. A autoridade de Massena era, desta forma, posta em causa e, por isso, ele tinha que agir por forma a pôr um fim àquela situação. Massena retirou o comando do VI CE ao Marechal Ney que seguiu para França. O VI CE ficou então sob o comando do General Loison.

Depois destes acontecimentos, Massena retomou a marcha de acordo com os seus novos planos. O IX CE concentrou-se entre Almeida e Ciudad Rodrigo mas os restantes, durante os próximos cinco dias, avançaram para Sudeste, em estradas muito más, em terrenos quase desertos onde os meios de subsistência quase não existiam. Reynier, à semelhança do que Ney fizera, enviou uma carta a Massena a pedir-lhe que desistisse daquele plano. Junot escrevia de Belmonte a dizer que não podia ir mais longe pois as tropas já não tinham força para avançar mais sem alimentos. No dia 29 de Março, Massena distribuiu as ordens que marcam o fim do seu plano e deu início à marcha para Ciudad Rodrigo.

### Em direcção a Ciudad Rodrigo
O próximo objectivo era agora a região conhecida como Terras de Riba-Coa. Para aí se dirigiu o II CE que ali devia esperar que o VIII CE chegasse e passasse à sua frente. O VI CE manteve-se na Guarda, excepto a Divisão de Ferey (antes comandada por Loison) que foi enviada à frente na estrada para o Sabugal. Massena e o seu quartel-general, na manhã de 29, dirigiram-se para Pega, perto do Rio Coa. Há oito dias que Massena quase não tinha notícias do exército de Wellington. Este tinha parado junto do Rio Alva, no dia 20, devido à falta de víveres e enviou apenas uma parte das suas forças para continuar a perseguição na estrada de Celorico. No dia 24, Os  dragões de Slade entraram em Celorico e tomaram conhecimento que os VI e VIII CE de Massena tinham seguido para a Guarda. No dia seguinte chegava o primeiro comboio de provisões vindo de Coimbra e Wellington pôde pôr todo o seu exército em movimento.

No dia 29, a Divisão Ligeira e duas brigadas de cavalaria aproximaram-se da Guarda. O mesmo faziam, por itinerários diferentes, as 3ª (Picton) e 6ª Divisões (A. Campbell). As três colunas apareceram nas montanhas à volta da Guarda, surpreendendo o VI CE. No decorrer do combate que então se verificou, Loison esteve quase a ficar prisioneiro dos Aliados. Os franceses acabaram por retirar perseguidos pela cavalaria britânica que fez muitos prisioneiros. Massena só conseguiu ter as suas tropas para lá do Rio Coa no dia 31. As suas tropas estavam exaustas e esfomeadas. Encontravam-se a dois dias de marcha de Ciudad Rodrigo mas Massena permaneceu em Terras de Riba-Coa. O tempo que aí demorou deu oportunidade a Wellington para lançar um novo ataque, desta vez sobre o II CE. A Batalha do Sabugal, travada no dia 3 de Abril, obrigou Massena a concluir a sua retirada para Ciudad Rodrigo. No dia 5 de Abril só ficavam em Portugal os elementos da guarnição francesa de Almeida que ali se mantiveram até 10 de Maio de 1811 - Ver o artigo Cerco de Almeida (1811).